# Gyilkosság a Fehér Házban
A Gyilkosság a Fehér Házban (eredeti cím: Murder at 1600) 1997-ben bemutatott amerikai krimi-akciófilm. Főszereplő Wesley Snipes. 
A film története Harry S. Truman amerikai elnök lánya, Margaret Truman könyve alapján készült. A film eredeti címe a Fehér Ház postai címére utal. 

## Cselekmény
Harlan Regis, a washingtoni rendőrség sokat próbált nyomozója egyik este riasztást kap, mert megöltek egy fiatal nőt. Ez azonban egy különleges eset, mert a nőre a Fehér Ház női mosdójában találták rá holtan, mivel az áldozat ott volt gyakornok. Az ügy igen kényes mivolta miatt Regis hamar szembetalálja magát a titkosszolgálat ügynökeivel, akik egyáltalán nem együttműködőek a nyomozásban, és mintha még direkt akadályoznák is az igazság kiderítését. Regis azonban szövetségesre talál a titkosszolgálat egyik női ügynöke, Nina Chance személyében, akivel közösen próbálják felgöngyölíteni a gyilkosság szálait. Az első számú gyanúsított az elnök csapodár fia, aki az áldozattal is viszonyt folytatott, de idővel úgy néz ki, hogy a fiúra, mint ideális gyanúsítottra csak rá akarják terelni a gyanút, miután az egyszerűnek látszó ügy bonyodalmas fordulatot vesz, és az indítékokat egészen máshol kell keresni, emiatt pedig már Regis és Chance élete is veszélyben forog...

## Szereplők
| Szerep                | Színész             | Magyar hang          |
| --------------------- | ------------------- | -------------------- |
| Harlan Regis nyomozó  | Wesley Snipes       | Galambos Péter       |
| Nina Chance ügynök    | Diane Lane          | Bognár Gyöngyvér     |
| Nick Spikings ügynök  | Daniel Benzali      | Kristóf Tibor        |
| Steve Stengel nyomozó | Dennis Miller       | Szabó Sipos Barnabás |
| Alvin Jordan          | Alan Alda           | Barbinek Péter       |
| Jack Neil elnök       | Ronny Cox           | Áron László          |
| Kitty Neil            | Diane Baker         | Vennes Emmy          |
| Kyle Neil             | Tate Donovan        | Bozsó Péter          |
| Clark Tully tábornok  | Harris Yulin        | Balázsi Gyula        |
| Hal Cooper ügynök     | Tom Wright          | Bácskai János        |
| Paul Moran            | Nicholas Pryor      | Imre István          |
| Jeffrey Arthur Groves | Charles Rocket      | ?                    |
| Burton Cash ügynök    | Nigel Bennett       | Albert Péter         |
| John Kerry            | Douglas O'Keeffe    | Varga Tamás          |
| Cory Allen Luchessi   | Tony Nappo          | F. Nagy Zoltán       |
| Marty Dill hadnagy    | James Millington    | Kardos Gábor         |
| Farr kapitány         | John Bourgeois      | Orosz István         |
| Jogászprofesszor      | Richard Fitzpatrick | Garai Róbert         |